# Tupale
Tupale (cyr. Тупале) – wieś w Serbii, w okręgu jablanickim, w gminie Medveđa. W 2011 roku liczyła 64 mieszkańców.

## Osoby związane z miejscowością

### Urodzeni
- Idriz Ajeti (1917–2017) – kosowski językoznawca
- Zenel Hajdini (1910–1942) – żołnierz NOVJ, bohater narodowy Jugosławii